# Landaa Giraavaru
Landaa Giraavaru är en ö i Baa atoll i Maldiverna. Den ligger i den norra delen av landet, 130 km nordväst om huvudstaden Malé. 
På ön finns en turistanläggning, men ingen fastboende befolkning, varför ön officiellt räknas som obebodd. 